# Jacques-Marie Boudin de Tromelin
Jacques-Marie Boudin de Tromelin, dit « le chevalier de Tromelin »,  (31 mai 1751- 4 décembre 1798), seigneur de Lanuguy, est un officier de la Marine royale de France, qui sert principalement dans l'océan Indien. 
Son nom est attaché à l'île Tromelin, précédemment connue comme « l'Isle  de Sable », où le 29 novembre 1776, commandant la corvette Dauphine, il secourt les derniers survivants malgaches de l'Utile qui y avait fait naufrage quinze ans auparavant.

## Biographie familiale
Jacques Marie Boudin de Tromelin naît le 31 mai 1751 à Ploujean, près de Morlaix où son grand-père, Bernard Boudin, juge-consul de la cité, est anobli en 1701 par achat d’une charge de secrétaire du Roi.
Son père, Jacques Guillaume Boudin, épouse Marie Françoise Jacquette Le Diouguel de Penanru, dame de Tromelin, le manoir de Tromelin se trouvant dans la paroisse de Plougasnou, près de l'anse de Diben.
De cette union naissent quinze enfants. Jacques Marie a notamment pour frères ainés Bernard Marie (1735-1815) et Maurice Jean Marie (1740-1825), tous deux devenus officiers de marine. Un autre frère, Nicolas, a pour fils un général d'Empire, Jacques Boudin de Tromelin (1770-1842) et pour petit-fils un parlementaire français, Guillaume Boudin de Tromelin (1798-1875). 
|  |  |  |  |                                                                         |                                                                         |                                                                         |                                                                         |                                                                         |                                                                         |  |  | Jacques Guillaume Boudin (1702-1777)                              | Jacques Guillaume Boudin (1702-1777)                              | Jacques Guillaume Boudin (1702-1777)                              | Jacques Guillaume Boudin (1702-1777)                              | Jacques Guillaume Boudin (1702-1777)                              | Jacques Guillaume Boudin (1702-1777)                              |  |  | Marie Françoise Lediouguel de Tromelin                                   | Marie Françoise Lediouguel de Tromelin                                   | Marie Françoise Lediouguel de Tromelin                                   | Marie Françoise Lediouguel de Tromelin                                   | Marie Françoise Lediouguel de Tromelin                                   | Marie Françoise Lediouguel de Tromelin                                   |  |  |                                                                 |                                                                 |                                                                 |                                                                 |                                                                 |                                                                 |
|  |  |  |  |                                                                         |                                                                         |                                                                         |                                                                         |                                                                         |                                                                         |  |  | Jacques Guillaume Boudin (1702-1777)                              | Jacques Guillaume Boudin (1702-1777)                              | Jacques Guillaume Boudin (1702-1777)                              | Jacques Guillaume Boudin (1702-1777)                              | Jacques Guillaume Boudin (1702-1777)                              | Jacques Guillaume Boudin (1702-1777)                              |  |  | Marie Françoise Lediouguel de Tromelin                                   | Marie Françoise Lediouguel de Tromelin                                   | Marie Françoise Lediouguel de Tromelin                                   | Marie Françoise Lediouguel de Tromelin                                   | Marie Françoise Lediouguel de Tromelin                                   | Marie Françoise Lediouguel de Tromelin                                   |  |  |                                                                 |                                                                 |                                                                 |                                                                 |                                                                 |                                                                 |
|  |  |  |  |                                                                         |                                                                         |                                                                         |                                                                         |                                                                         |                                                                         |  |  |                                                                   |                                                                   |                                                                   |                                                                   |                                                                   |                                                                   |  |  |                                                                          |                                                                          |                                                                          |                                                                          |                                                                          |                                                                          |  |  |                                                                 |                                                                 |                                                                 |                                                                 |                                                                 |                                                                 |
|  |  |  |  | Nicolas Thérèse Bernard Boudin de Tromelin (1727-1790)                  | Nicolas Thérèse Bernard Boudin de Tromelin (1727-1790)                  | Nicolas Thérèse Bernard Boudin de Tromelin (1727-1790)                  | Nicolas Thérèse Bernard Boudin de Tromelin (1727-1790)                  | Nicolas Thérèse Bernard Boudin de Tromelin (1727-1790)                  | Nicolas Thérèse Bernard Boudin de Tromelin (1727-1790)                  |  |  | Bernard Marie Boudin de Tromelin (1735-1816) Vice-amiral français | Bernard Marie Boudin de Tromelin (1735-1816) Vice-amiral français | Bernard Marie Boudin de Tromelin (1735-1816) Vice-amiral français | Bernard Marie Boudin de Tromelin (1735-1816) Vice-amiral français | Bernard Marie Boudin de Tromelin (1735-1816) Vice-amiral français | Bernard Marie Boudin de Tromelin (1735-1816) Vice-amiral français |  |  | Maurice Jean Marie Boudin de Tromelin (1740-1825) Contre-amiral français | Maurice Jean Marie Boudin de Tromelin (1740-1825) Contre-amiral français | Maurice Jean Marie Boudin de Tromelin (1740-1825) Contre-amiral français | Maurice Jean Marie Boudin de Tromelin (1740-1825) Contre-amiral français | Maurice Jean Marie Boudin de Tromelin (1740-1825) Contre-amiral français | Maurice Jean Marie Boudin de Tromelin (1740-1825) Contre-amiral français |  |  | Jacques Marie Boudin de Tromelin (1751-1798) Officier de marine | Jacques Marie Boudin de Tromelin (1751-1798) Officier de marine | Jacques Marie Boudin de Tromelin (1751-1798) Officier de marine | Jacques Marie Boudin de Tromelin (1751-1798) Officier de marine | Jacques Marie Boudin de Tromelin (1751-1798) Officier de marine | Jacques Marie Boudin de Tromelin (1751-1798) Officier de marine |
|  |  |  |  | Nicolas Thérèse Bernard Boudin de Tromelin (1727-1790)                  | Nicolas Thérèse Bernard Boudin de Tromelin (1727-1790)                  | Nicolas Thérèse Bernard Boudin de Tromelin (1727-1790)                  | Nicolas Thérèse Bernard Boudin de Tromelin (1727-1790)                  | Nicolas Thérèse Bernard Boudin de Tromelin (1727-1790)                  | Nicolas Thérèse Bernard Boudin de Tromelin (1727-1790)                  |  |  | Bernard Marie Boudin de Tromelin (1735-1816) Vice-amiral français | Bernard Marie Boudin de Tromelin (1735-1816) Vice-amiral français | Bernard Marie Boudin de Tromelin (1735-1816) Vice-amiral français | Bernard Marie Boudin de Tromelin (1735-1816) Vice-amiral français | Bernard Marie Boudin de Tromelin (1735-1816) Vice-amiral français | Bernard Marie Boudin de Tromelin (1735-1816) Vice-amiral français |  |  | Maurice Jean Marie Boudin de Tromelin (1740-1825) Contre-amiral français | Maurice Jean Marie Boudin de Tromelin (1740-1825) Contre-amiral français | Maurice Jean Marie Boudin de Tromelin (1740-1825) Contre-amiral français | Maurice Jean Marie Boudin de Tromelin (1740-1825) Contre-amiral français | Maurice Jean Marie Boudin de Tromelin (1740-1825) Contre-amiral français | Maurice Jean Marie Boudin de Tromelin (1740-1825) Contre-amiral français |  |  | Jacques Marie Boudin de Tromelin (1751-1798) Officier de marine | Jacques Marie Boudin de Tromelin (1751-1798) Officier de marine | Jacques Marie Boudin de Tromelin (1751-1798) Officier de marine | Jacques Marie Boudin de Tromelin (1751-1798) Officier de marine | Jacques Marie Boudin de Tromelin (1751-1798) Officier de marine | Jacques Marie Boudin de Tromelin (1751-1798) Officier de marine |
|  |  |  |  |                                                                         |                                                                         |                                                                         |                                                                         |                                                                         |                                                                         |  |  |                                                                   |                                                                   |                                                                   |                                                                   |                                                                   |                                                                   |  |  |                                                                          |                                                                          |                                                                          |                                                                          |                                                                          |                                                                          |  |  |                                                                 |                                                                 |                                                                 |                                                                 |                                                                 |                                                                 |
|  |  |  |  | Jacques Jean Marie Boudin de Tromelin (1770-1842) Général du 1er Empire | Jacques Jean Marie Boudin de Tromelin (1770-1842) Général du 1er Empire | Jacques Jean Marie Boudin de Tromelin (1770-1842) Général du 1er Empire | Jacques Jean Marie Boudin de Tromelin (1770-1842) Général du 1er Empire | Jacques Jean Marie Boudin de Tromelin (1770-1842) Général du 1er Empire | Jacques Jean Marie Boudin de Tromelin (1770-1842) Général du 1er Empire |  |  |                                                                   |                                                                   |                                                                   |                                                                   |                                                                   |                                                                   |  |  |                                                                          |                                                                          |                                                                          |                                                                          |                                                                          |                                                                          |  |  | Jacques Marie Boudin de Tromelin (1785-1825) Officier de marine | Jacques Marie Boudin de Tromelin (1785-1825) Officier de marine | Jacques Marie Boudin de Tromelin (1785-1825) Officier de marine | Jacques Marie Boudin de Tromelin (1785-1825) Officier de marine | Jacques Marie Boudin de Tromelin (1785-1825) Officier de marine | Jacques Marie Boudin de Tromelin (1785-1825) Officier de marine |
|  |  |  |  | Jacques Jean Marie Boudin de Tromelin (1770-1842) Général du 1er Empire | Jacques Jean Marie Boudin de Tromelin (1770-1842) Général du 1er Empire | Jacques Jean Marie Boudin de Tromelin (1770-1842) Général du 1er Empire | Jacques Jean Marie Boudin de Tromelin (1770-1842) Général du 1er Empire | Jacques Jean Marie Boudin de Tromelin (1770-1842) Général du 1er Empire | Jacques Jean Marie Boudin de Tromelin (1770-1842) Général du 1er Empire |  |  |                                                                   |                                                                   |                                                                   |                                                                   |                                                                   |                                                                   |  |  |                                                                          |                                                                          |                                                                          |                                                                          |                                                                          |                                                                          |  |  | Jacques Marie Boudin de Tromelin (1785-1825) Officier de marine | Jacques Marie Boudin de Tromelin (1785-1825) Officier de marine | Jacques Marie Boudin de Tromelin (1785-1825) Officier de marine | Jacques Marie Boudin de Tromelin (1785-1825) Officier de marine | Jacques Marie Boudin de Tromelin (1785-1825) Officier de marine | Jacques Marie Boudin de Tromelin (1785-1825) Officier de marine |
|  |  |  |  | Guillaume Boudin de Tromelin (1798-1875) Parlementaire français         |                                                                         |                                                                         |                                                                         |                                                                         |                                                                         |  |  |                                                                   |                                                                   |                                                                   |                                                                   |                                                                   |                                                                   |  |  |                                                                          |                                                                          |                                                                          |                                                                          |                                                                          |                                                                          |  |  |                                                                 |                                                                 |                                                                 |                                                                 |                                                                 |                                                                 |

Jacques Marie épouse à Saint-Denis, le 12 janvier 1784, Marie Charlotte Julie Martin, issue d'une famille créole fortunée de l'île Bourbon. Ils ont cinq enfants. L'un des garçons, qui porte le même nom que son père, fait également carrière dans la marine.
L'attribution récurrente des mêmes prénoms, la multiplication des carrières d'officiers de marine et l'usage répété du titre de "chevalier de Tromelin" a eu pour effet d'engendrer une certaine confusion entre les différents membres de la famille et de fréquentes erreurs dans les notices biographiques.

## Carrière
À l'âge de seize ans, en 1767, Jacques Marie Boudin de Tromelin embarque pour une première grande navigation qui l'emmène à Saint-Domingue. Il en revient un an plus tard.
En septembre 1772, à vingt-et-un ans, il quitte le port de Lorient pour l'océan Indien à bord du Lézard, commandé par son frère Maurice Jean Marie. Après avoir été promu enseigne de vaisseau, il passe, en tant que premier lieutenant  sur la corvette, la Dauphine, qui se joint en octobre 1773, au départ de Port-Louis, à la deuxième expédition australe de Yves Joseph de Kerguelen de Trémarec. Les navires abordent les îles Kerguelen par le nord en décembre.

## Toponymie
Le nom de l'île Tromelin (15° 53′ 31″ S, 54° 31′ 23″ E) apparaît sur les cartes anglaises à partir de 1825. Le cartographe et explorateur britannique William Owen (1774-1857) est probablement à l'origine de ce choix. On ne sait pas en revanche si cette dénomination honore Jacques Marie, le sauveteur des naufragés ou son frère Bernard Marie, administrateur du port de Port-Louis, ou les deux à la fois. Ce toponyme n'apparait cependant sur les cartes françaises qu'à partir de 1875. L'île inclut une piste aérienne du même nom.
Un cap des îles Kerguelen, la « pointe Tromelin » (49° 07′ 55″ S, 68° 47′ 37″ E), au sud-ouest de la péninsule Loranchet, porte également son nom depuis 1774.